# 堺市立原山台小学校
堺市立原山台小学校（さかいしりつ はらやまだい しょうがっこう）は、大阪府堺市南区にあった公立小学校。
泉北ニュータウン栂地区の原山台を校区としている。原山台の開発・入居開始に伴い、1974年に開校した。
2018年3月31日に堺市立原山台東小学校との統合により閉校。統合後の校名を堺市立原山ひかり小学校とし当校の校地を利用するが、施設整備工事を行う関係で工事が終わるまでの間は暫定的に原山台東小学校の校地を利用する。

## 沿革
- 1974年4月1日 - 堺市立原山台小学校として開校。
- 1975年4月1日 - 堺市立庭代台小学校を分離。
- 1976年4月1日 - 堺市立原山台東小学校を分離。堺市立上神谷小学校の校区を一部編入。
- 2018年
  - 3月4日 - 本校体育館にて、閉校式典挙行[2]。
  - 3月31日 - 原山台小学校との統合により閉校。堺市立原山ひかり小学校に再編する[1]。
- 2020年4月 - 原山ひかり小学校の整備工事完了予定[1]。

## 通学区域
- 堺市南区　原山台2丁6街区及び7街区、原山台3丁・4丁の全域、原山台5丁1街区。

卒業生は基本的に堺市立原山台中学校に進学する。

## 交通
- 南海泉北線 栂・美木多駅 南へ約700m。
- 南海バス 原山台小学校前バス停。